# インドセンダン

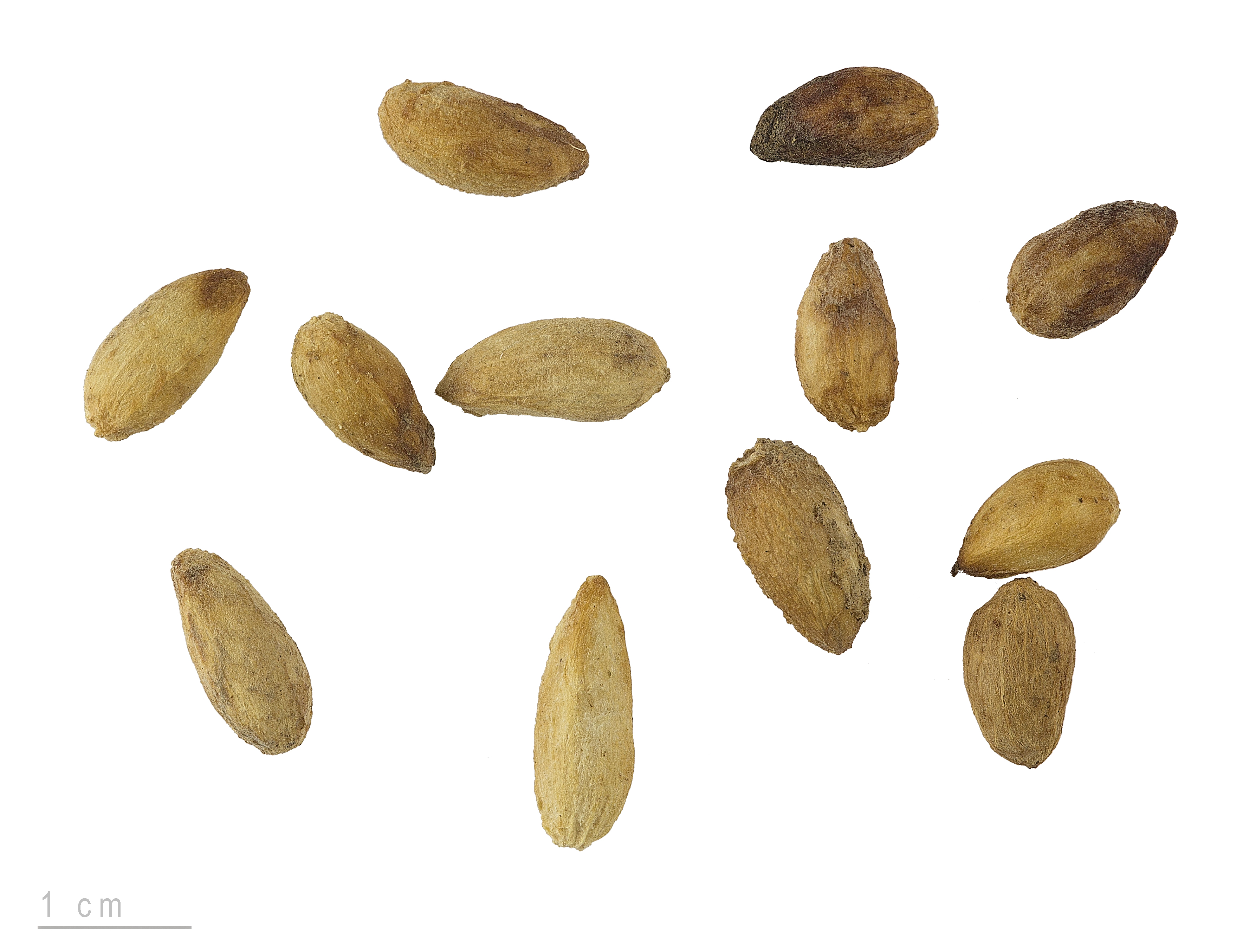
Azadirachta indica

インドセンダン（印度栴檀、学名: Azadirachta indica）とはセンダン科アザディラクタ属の植物。インド原産の高木となる常緑樹（乾燥した冬の数か月間、落葉する落葉樹）で、熱帯地方全域に広く植樹されている。英名のニームで知られる。また、近年はその薬効の多さから「ミラクルニーム」という名称で流通していることもある。メリアアザジラクタの表記も用いられる。
乾燥地や痩せた土地でもよく生育する。芳香のある小さな白い花が咲き、ミツバチを引きつけ、花後は緑色を帯びた黄色のオリーブに似た果実をつける。この果実から伝統医学や民間伝承で重要なニームオイルが採れる。

## 用途
新芽と花が食用とされる。
種子に含まれるアザジラクチンという成分が虫除けに効果があるとされ、「ニームオイル」として利用されている。乾燥した葉も防虫効果がある。
また、ニームオイルを絞った後の種子は、ニームケーキとして流通しているが、これについても害虫忌避効果があり、更にセンチュウに対する防除効果もあり、更に放線菌を繁殖させ土を豊かに健康にする効果がある。
ニームオイルが世界的に普及しないのは、企業が商品となるニームオイル製法の特許を取得しにくい状況にあるためであり、実際にインド政府などがヨーロッパ特許庁に対して権利無効の裁判を提起して、アメリカ企業の特許申請を無効化した事件も起こっている。

### 薬効
ニームオイルは、自家製の万能薬としてインド文化の中で親しまれてきた。分析の結果、インドセンダンの木の抽出物には、多種多様な抗菌化合物が含まれていて、伝統的に伝えられている薬効の多くに根拠があることを示しているとする研究成果もある。しかし、臨床研究は未だ不十分であり、用量を間違えると腎臓や肝臓に害をもたらし、ニームオイルは子供や妊婦に悪影響があり死亡する可能性もある。
日本でもハーブの木として、苗木が市販されている。

### その他
- 砂漠緑化 - 干ばつ耐性（英語版）があり、成長も早いので、砂漠の拡大を防ぐ効果があり、更に土を肥沃にする[5][6]
- 動物飼料 - 兎や反芻動物の飼料となる[7]。
- 歯木 - インドでは、ニームの小枝が歯磨き用の道具として使用されている[2]。
- お守り - インドの貧しい村の戸口には、家族のお守りとして、鋸歯状のインドセンダンの葉を紐に通して飾られている[2]。
- コンパニオンプランツ - 木そのものに駆虫効果があるため、インドでは綿と一緒に、西アフリカでは野菜畑に一緒に植えられている[3]。

### 防虫効果
多くの樹木は、昆虫に葉を食べられないように防衛機能を持っているが、インドセンダンのその防衛機能は特別である。葉や樹皮、ニームオイルには駆虫効果のある生化学物質やステロイド様化合物を含有しており、多くの昆虫は生命行動を乱す化学物質を含むインドセンダンの抽出物を嫌って、摂食を避けて飢え死にしてしまう能力があることが、科学的にも認められている。特に蚊など飛翔してくる昆虫に対する駆虫効果が高く、10 ppmという低濃度でも効果を発揮する。
インドセンダンの抽出物は、生分解性があり、合成殺虫剤ほど生態系に悪影響を及ぼしにくいという長所もある。1つの有害作用で即座に虫を殺す合成殺虫剤とは異なり、インドセンダンの抽出物では、複数の化学物質が昆虫の生命活動の別々の側面を破壊するためである。この抽出物は魚には有害であるが、人間などの温血動物では体内で分解されてほとんど影響を及ぼすことはないとされる。インドでは数千年も前から、抽出物を化粧品やクリームに使ったり、トコジラミの駆除のために子供の寝具に吹き付けたりして利用してきた。